# Oberes Schloss (Mitwitz)

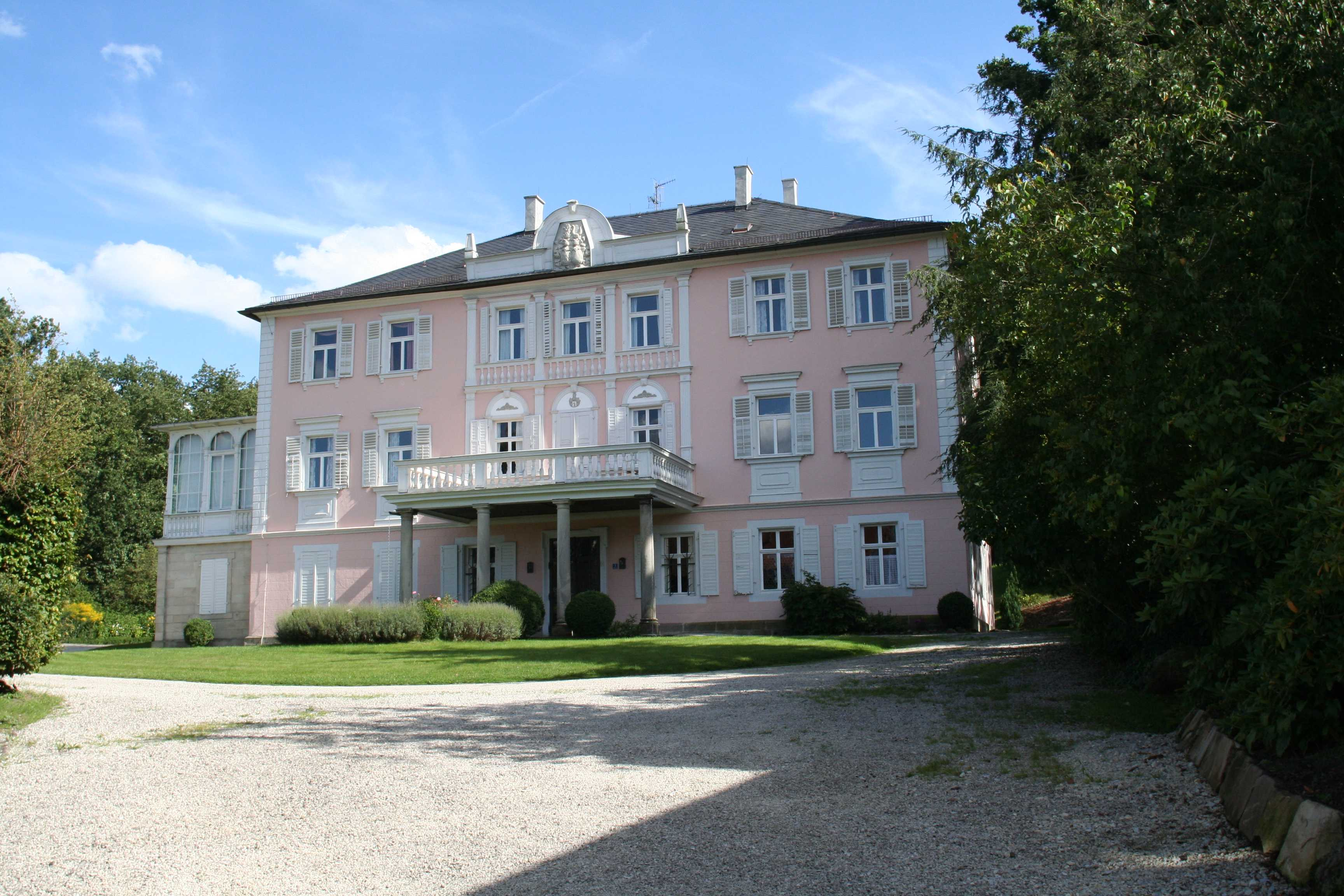
Oberes Schloss von 1713

Das Obere Schloss steht in der Marktgemeinde Mitwitz im oberfränkischen Landkreis Kronach in Bayern. Im späten Mittelalter erbaut, erhielt es sein heutiges Aussehen um 1713. Das Schloss ist von einer weitläufigen Parkanlage umgeben. Das Ensemble steht unter Denkmalschutz.

## Geografische Lage
Das Obere Schloss in Mitwitz liegt am Hang des Jakobsbergs, etwa 300 Meter südöstlich des Wasserschlosses (Unteres Schloss) an der Steinach. Das knapp 2,8 Hektar große Gelände mit Schloss und Park liegt rund 80 Meter höher als das Untere Schloss im Tal und schließt unmittelbar an den Kirchhof der Jakobskirche an.

## Baubeschreibung
Als während des Dreißigjährigen Krieges 1631 bis 1634 die Auseinandersetzungen zwischen dem katholischen Kronach und dem evangelischen Mitwitz auch zu Brandschatzungen in der Marktgemeinde führten, fiel auch das Obere Schloss den Flammen zum Opfer. Vom Ursprungsbau blieben nur der Keller mit den Grundmauern und Reste des Erdgeschosses mit seinen Kreuzgratgewölben übrig. Das genaue Baujahr des Ursprungsbaus lässt sich urkundlich nicht nachweisen, ist aber aufgrund der Art des Gewölbes im späten Mittelalter (14.–15. Jahrhundert) anzusiedeln.
Erst 1713 wurde das Schloss nach dem Entwurf von Carlo Domenico Lucchese auf den alten Mauern im Stil des Barocks neu aufgebaut. Der mit seiner Eingangsseite nach Nordwesten ausgerichtete dreigeschossige Bau ohne Seitenflügel weist eine siebenachsige Fassade mit angedeutetem dreiachsigen Mittelrisalit auf. Über dem Haupteingang ruht auf vier Säulen ein mächtiger Balkon, der so eine offene Anfahrtshalle bildet. Statt des üblichen Dreieckgiebels ist dem Scheinrisalit ein Mauerband mit dem Doppelwappen der Würtzburger aufgesetzt, das nur leicht über das Walmdach herausragt und so die Breite des Gebäudes betont.
Auf der linken Seite des Schlosses wurde das ursprüngliche, heute noch sichtbare Mauerwerk des Erdgeschosses dazu benutzt, im ersten Obergeschoss einen Wintergarten aufzusetzen, der, wie auch die in Zartrosa und Weiß gehaltene Außengestaltung, den leichten, italienischen Stil des Gebäudes betont.

## Geschichte
Wahrscheinlich waren die ersten Besitzer des Oberen Schlosses bis 1425 die Herren von Schaumberg, danach die Herren von Rosenau. Den Neubau 1713 ließ Johann Ludwig von Würtzburg errichten. Mit Reichsrat Ludwig Freiherr von Würtzburg erlosch 1922 die Adelslinie. Auf dem Kirchhof der Jakobskirche (Kirchplatz 2) dokumentieren 23 Grabmäler die Familiengeschichte der Würtzburger. Annie von Würtzburg, Tochter von Ludwig, war mit Theodor II von Cramer-Klett verheiratet. Der Besitz ging nach Ludwigs Tod an die angeheiratete Familie, die das Anwesen noch heute besitzt.

## Park
Im Park mit altem Baumbestand ließ Ludwig Freiherr von Würtzburg für seinen 1915 im Ersten Weltkrieg gefallenen Sohn Edmund eine Grabkapelle errichten. In deren Nähe liegen die Baronessen Regina und Anne-Marie von Cramer-Klett begraben.